# Culloden (Virginie-Occidentale)
 (mars 2025).
Pour les articles homonymes, voir Culloden.
Culloden est une census-designated place située dans les comtés de Cabell et de Putnam, dans l’État de Virginie-Occidentale, aux États-Unis. Lors du recensement de 2020, elle comptait 3 016 habitants.